# 東海学園大講堂
東海学園大講堂（とうかいがくえんだいこうどう）は、愛知県名古屋市東区筒井1丁目202-4 東海中学校・高等学校敷地内にある建築物。1931年（昭和6年）に昭和天皇の即位御大典を記念して竣工し、「東海道一」と謳われた立派な講堂である。1998年（平成10年）に登録有形文化財に登録された。

## 歴史

### 創立と建設前の状況

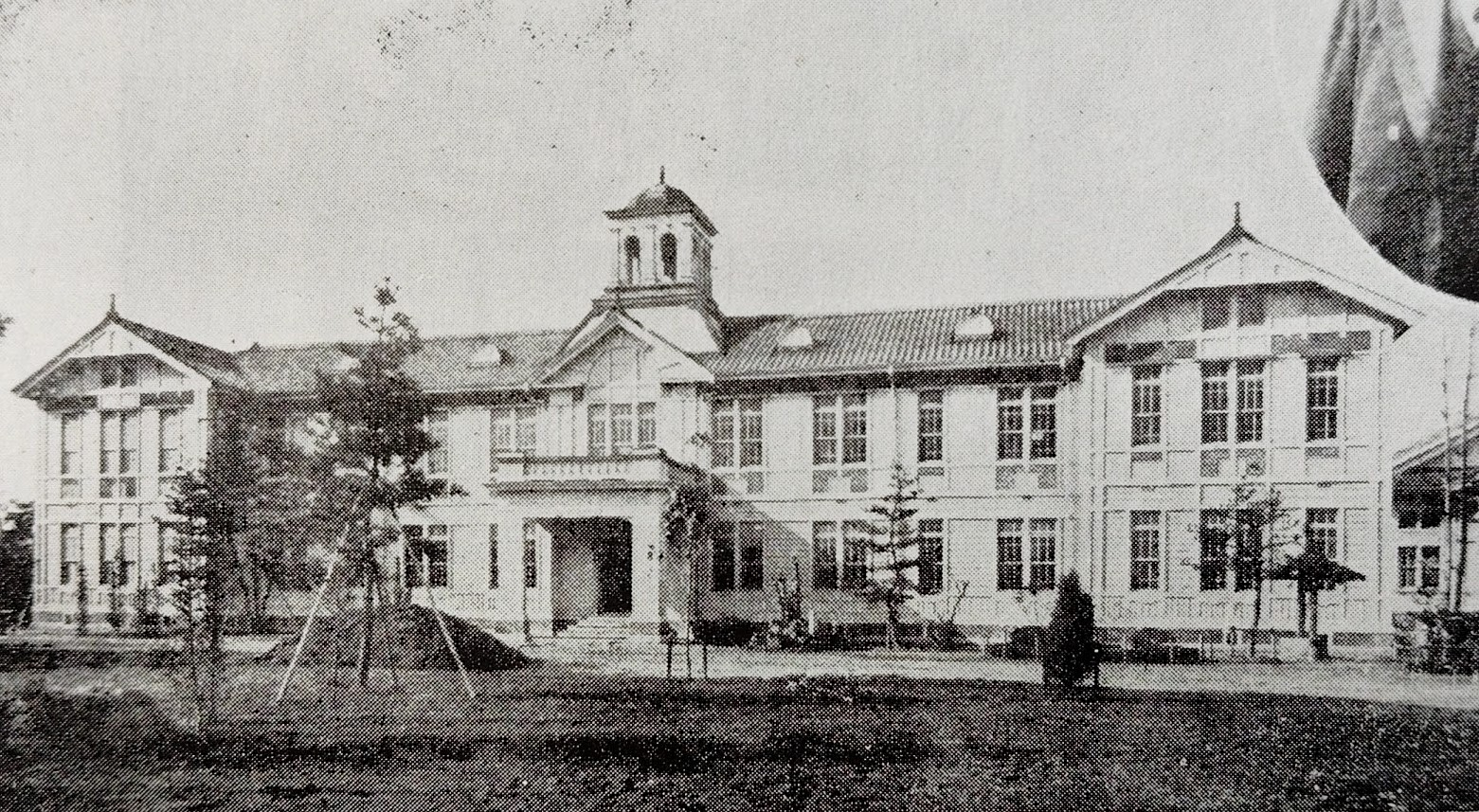
1915年の東海中学校本館

1888年（明治21年） には日野霊瑞浄土宗管長によって、僧侶を養成する浄土宗教校として浄土宗学愛知支校が創立された。その後、一般の男子生徒も受け入れるようになり、1909年（明治42年）には東海中学校に改称した。尾張徳川家の菩提寺である建中寺の敷地だった場所に校地を構えている。
大講堂の建設以前、東海中学校の式典は全て運動場で行われており、雨天の場合は代表者のみが明照殿に集まって行う状況だった。

### 大講堂の竣工

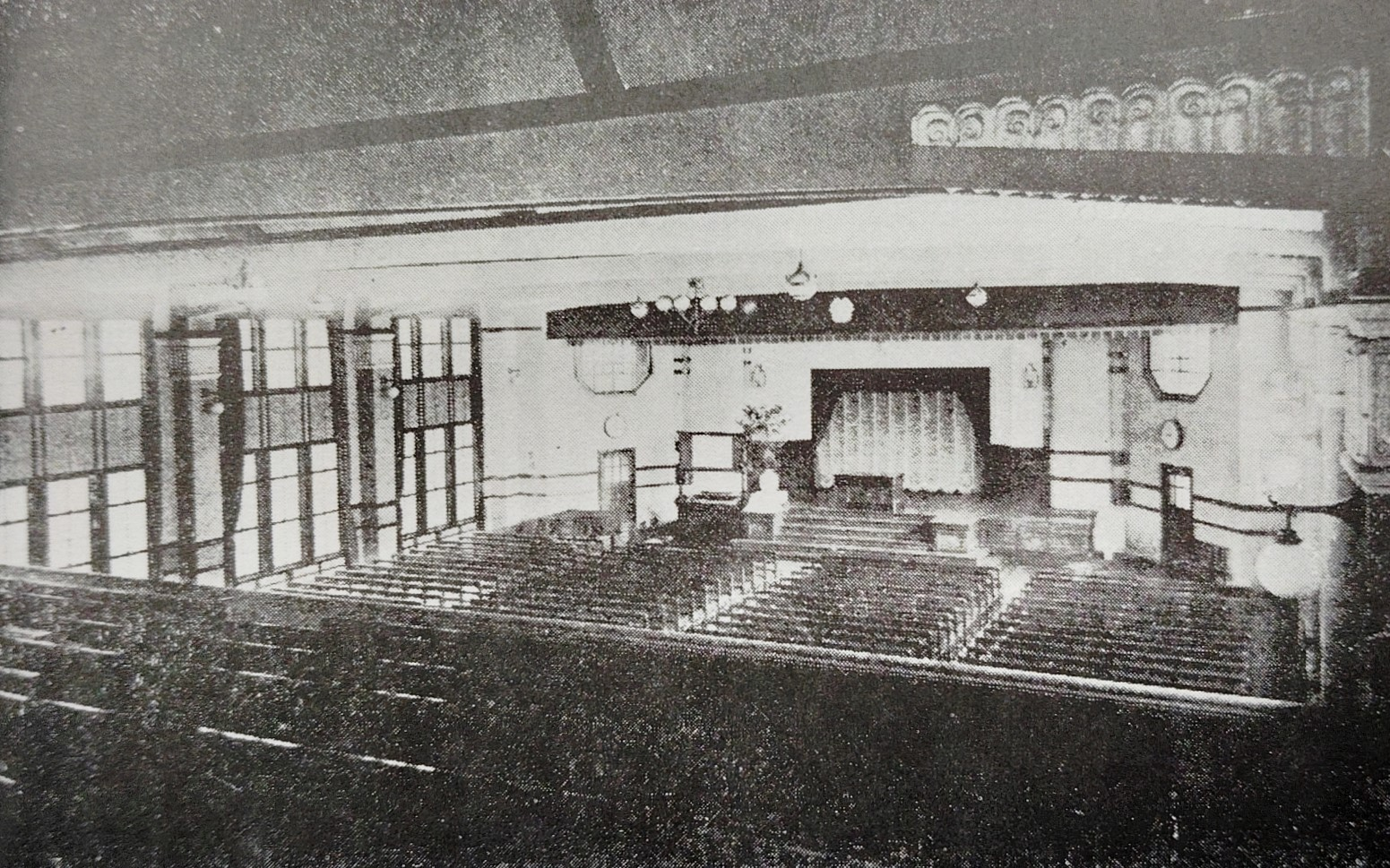
竣工時の大講堂内部

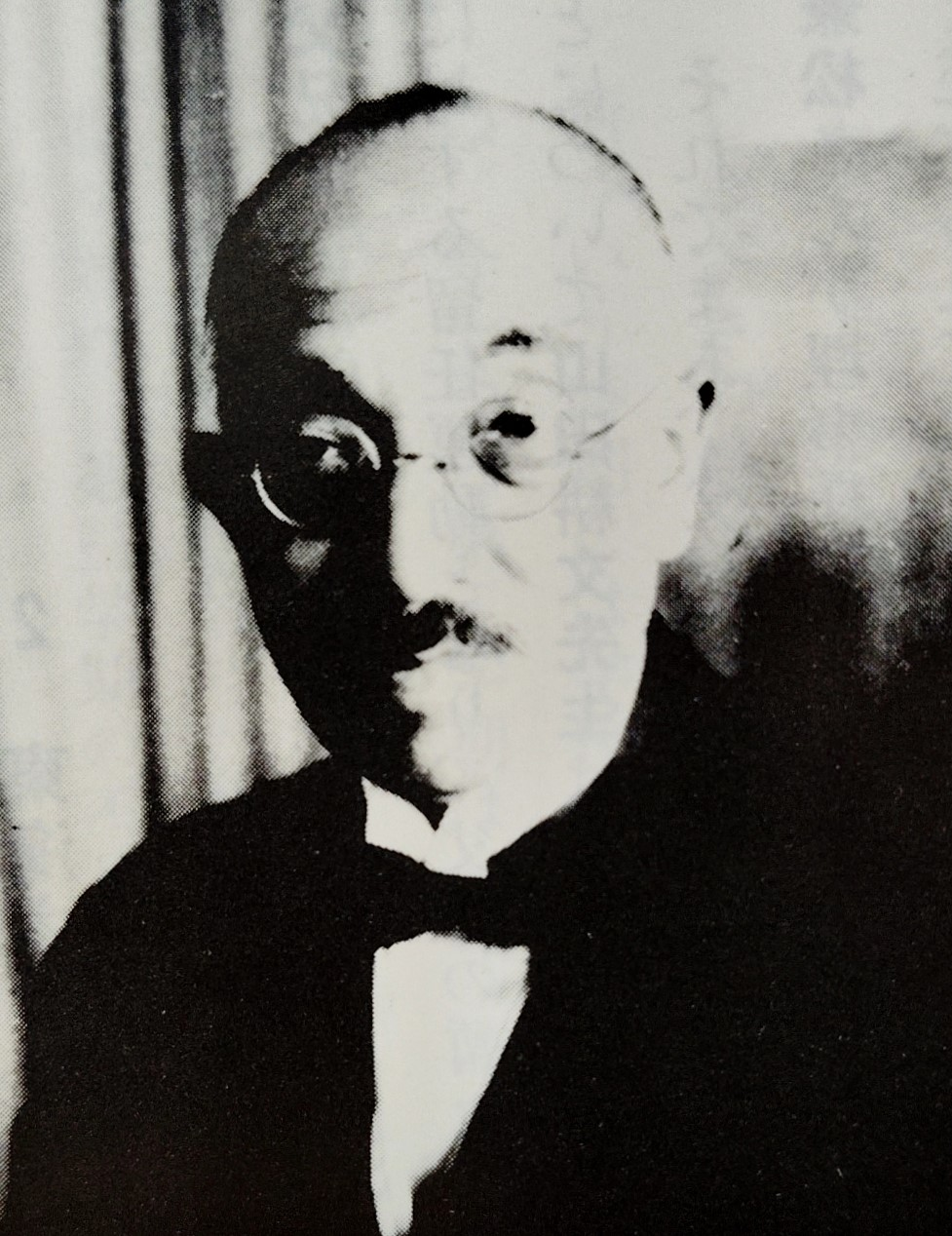
建設を推進した石塚竜学校長

1925年（大正14年）9月、東京の芝中学校で教頭を務めていた石塚竜学が第5代校長に就任した。大正末期から昭和初期は、東海中学校の生徒定員が大幅に増加した時期であり、1928年（昭和3年）3月には鉄筋コンクリート造の中校舎が完成した。1929年（昭和4年）5月には建中寺に隣接する土地を借用し、運動場を拡張して庭球コート、弓道場、相撲場、篭球コートなどが設置された。1928年（昭和3年）秋には昭和天皇の即位御大典を記念して、借用地に大講堂の建設が計画された。
東海中学校2回卒業生の吉水文雄（梅香院住職）が専任事務員に就任すると、1930年（昭和5年）1月には中学校11回卒業生の大脇勲がいる愛知県営繕課に設計を依頼した。営繕課長の酒井勝、大脇勲、宮川只一が設計を担当している。大脇勲や宮川只一は1928年（昭和3年）竣工の昭和塾堂の設計を手掛けた建築家である。
同年8月には建築請負業者指名入札で志水組（志水正太郎）を選定し、8月25日に着工、1931年（昭和6年）7月27日に竣工した。同年9月2日には仏式によって大講堂の開堂式を行い、11月7日の創立記念日には落成式を挙行した。総工費は12万5000円であり、生徒の父兄、同窓生、浄土宗寺院からの寄付によって賄われた。竣工当初の1階は屋内体育館だった。

### 竣工後

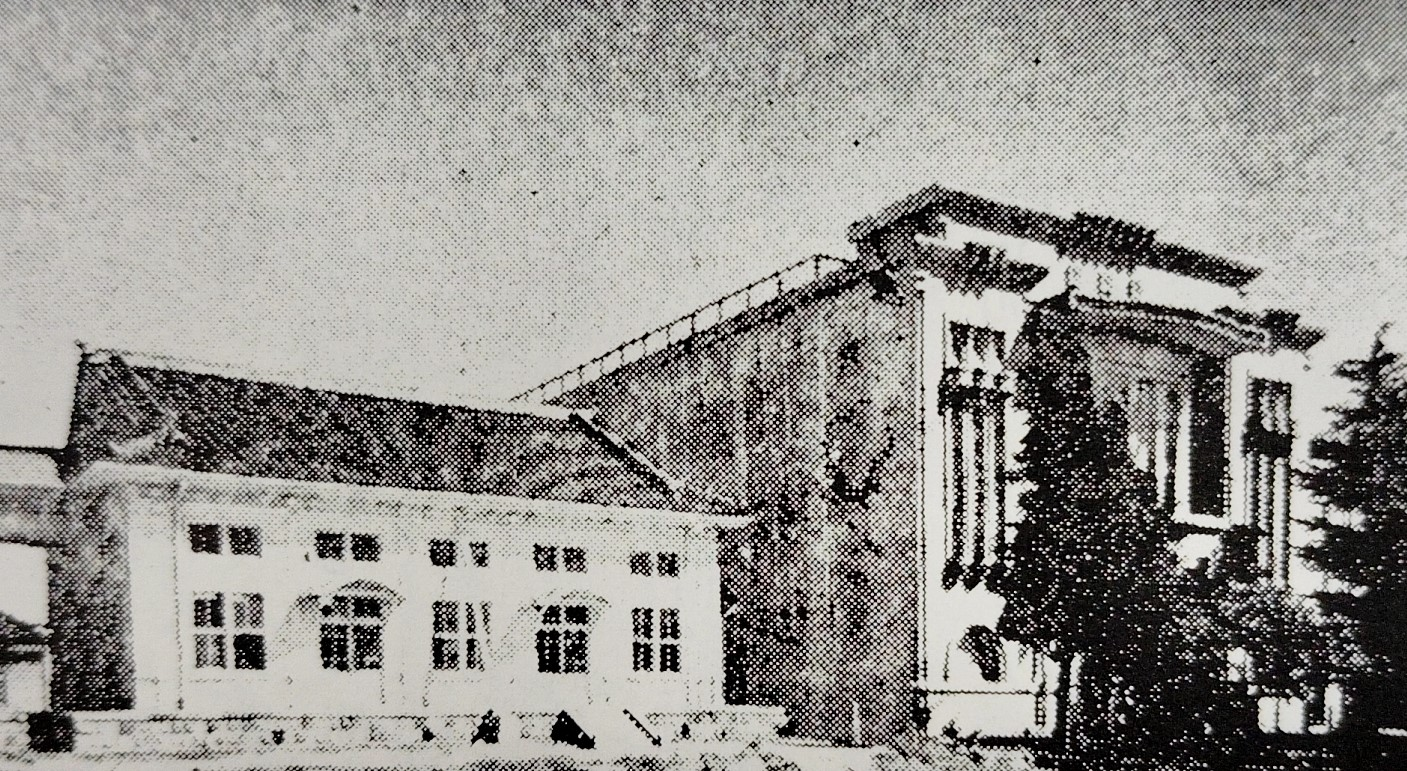
1953年の明照殿と大講堂（右）

太平洋戦争において建中寺や東海中学校は空襲の被害を免れた。
海部俊樹（中学校38回卒業生、後の内閣総理大臣）は東海中学校に弁論部を創設し、卒業前の1947年（昭和22年）には全国大会（後の全国高等学校弁論大会）を創設した。海部俊樹、黒川紀章（後の建築家）などは弁論部時代に大講堂の屋上で発声練習を行ったという逸話が残る。海部俊樹は「私の政治の源流は母校東海学園弁論部」「その中心は今なお大講堂の中心にある演壇」と語っている。
1953年（昭和28年）には創立65年記念事業の校舎大改造築の一環として、大講堂の西側に明照殿が移築された。明照殿は1973年（昭和48年）7月に取り壊されている。1975年（昭和50年）には大講堂の改修工事が行われ、5月7日に大控室の食堂が営業開始すると、その後には講堂と中校舎をつなぐ渡り廊下なども完成した。

### 近年の動向
1998年（平成10年）9月2日、登録有形文化財に登録された。なお、同時に昭和区の学校法人南山学園敷地内にある南山学園ライネルス館が登録されており、同年12月11日には金城学院高等学校榮光館も登録されている。2003年（平成15年）以降、創立記念祭の出し物から発展したカヅラカタ歌劇団の公演が大講堂で行われている。
2014年（平成26年）10月には、愛知登文会によって登録有形文化財の特別公開（後の「あいたて博」）が初めて行われたが、この際には東海学園大講堂も特別公開を実施した。2020年代現在も、毎年5月には大講堂で全国高校弁論大会が開催されている。

## 建築

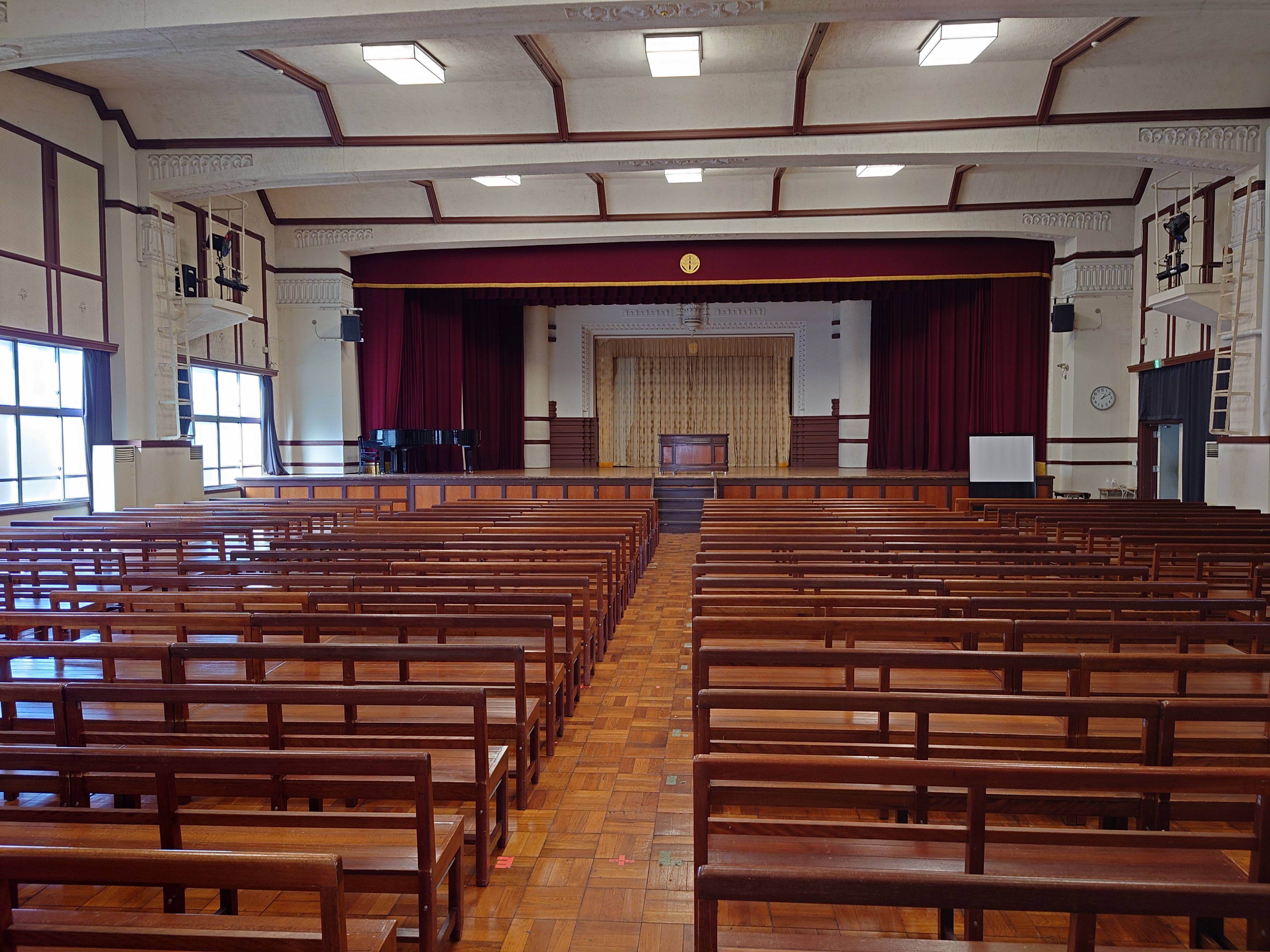
1200人収容の講堂

モダニズム建築の様式が取り入れられ、玄関には大きな半円アーチが採用されている。外観や内部空間は基本的に左右対称であり、外壁には茶色のスクラッチタイルが貼られている。2階や3階の開口部は外側にやや膨らんだ形状であり、パラペットにも意匠が施されている。旧帝国ホテル風の建築といわれることもある。
1階部分は食堂や購買として使用されており、1階左側の階段を上ると2階の講堂に至る。講堂は幅18.4メートル、奥行38.4メートルの大空間であり、1200人を収容できることから入学式や卒業式などの式典に用いられている。木製の長椅子は鈴木バイオリン製造が製作したものである。2階と3階の床面は板張りであり、壁面の一部にはレリーフが施されている。

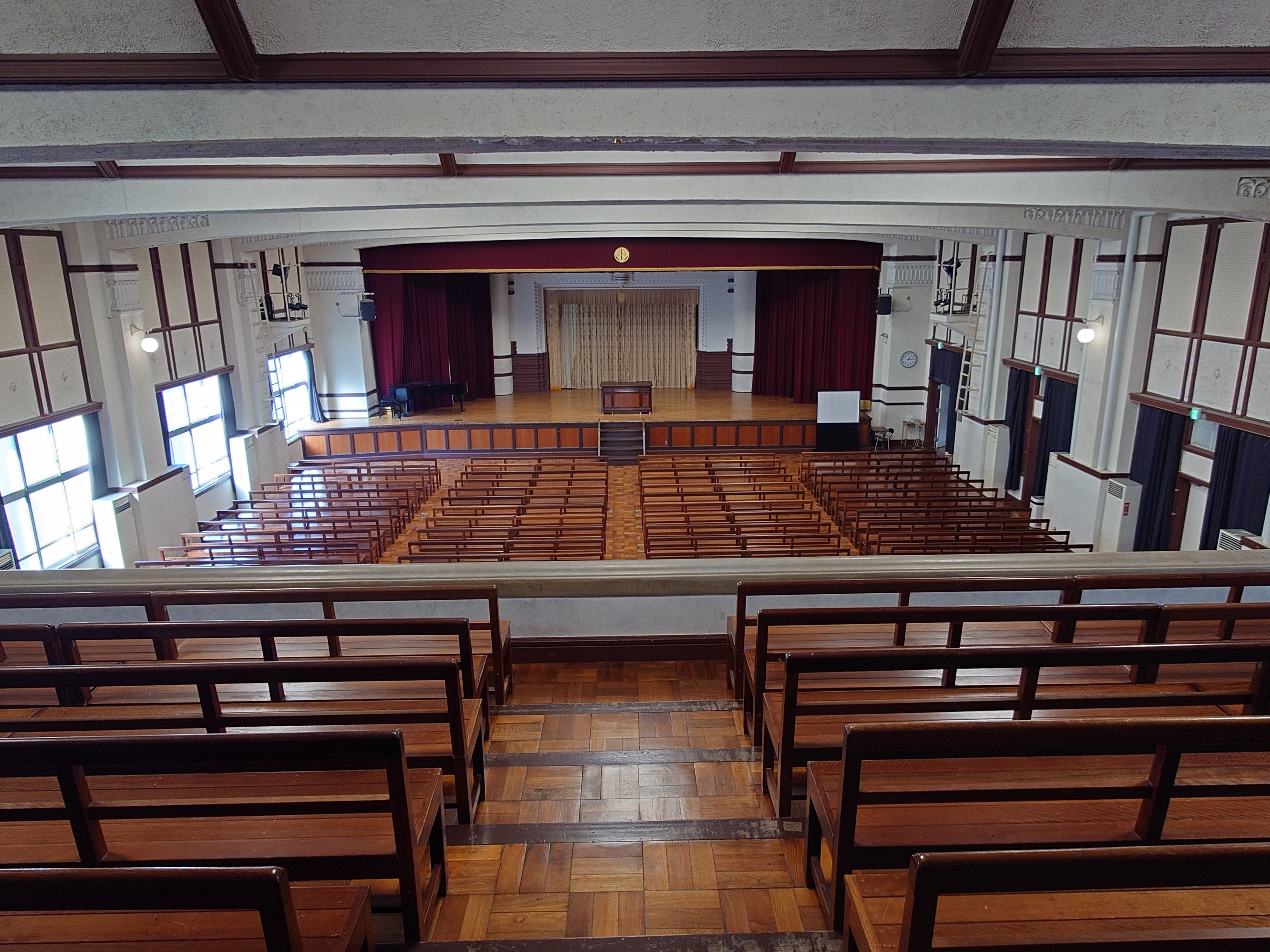
2階席と3階席
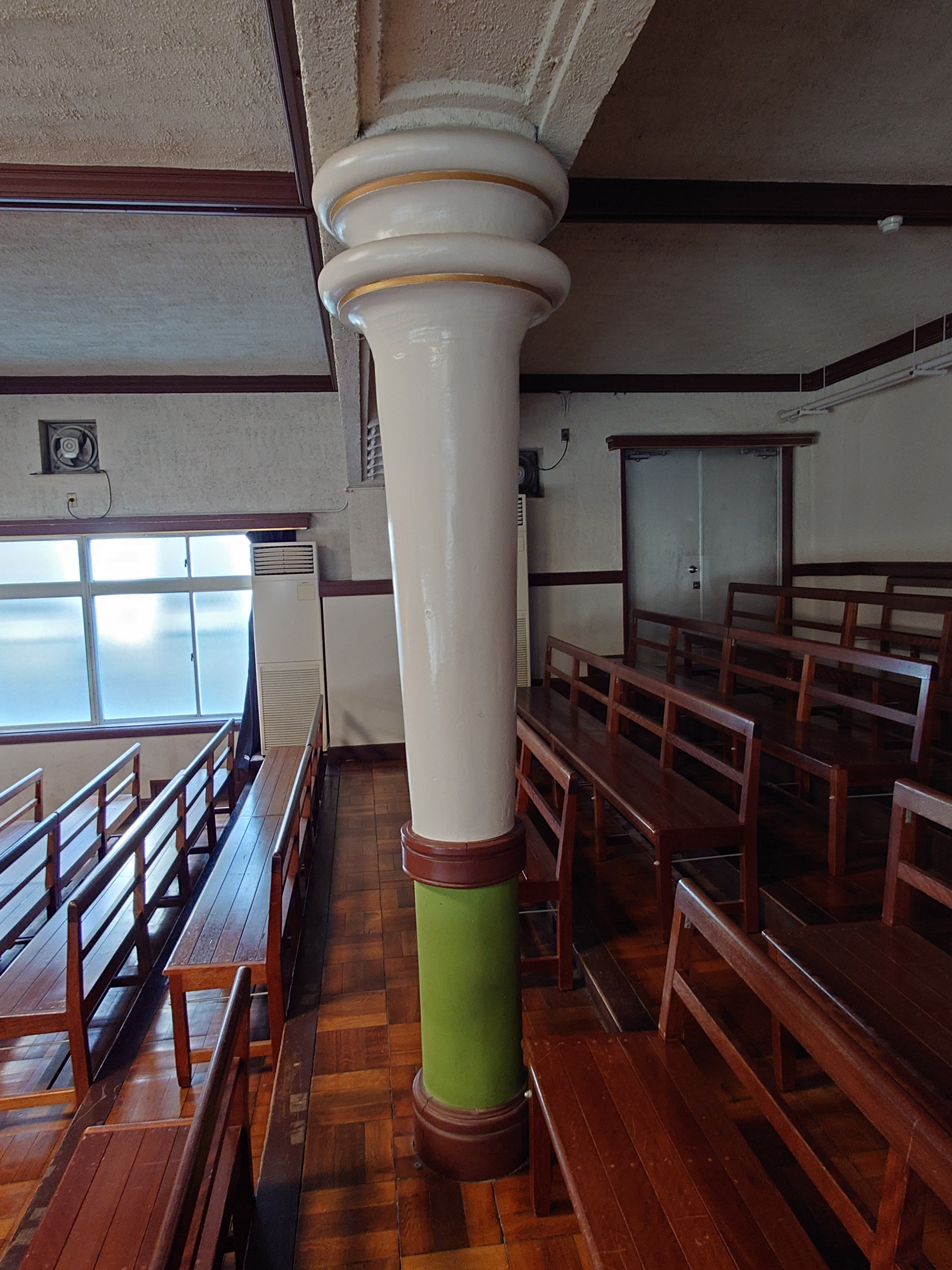
2階席の列柱
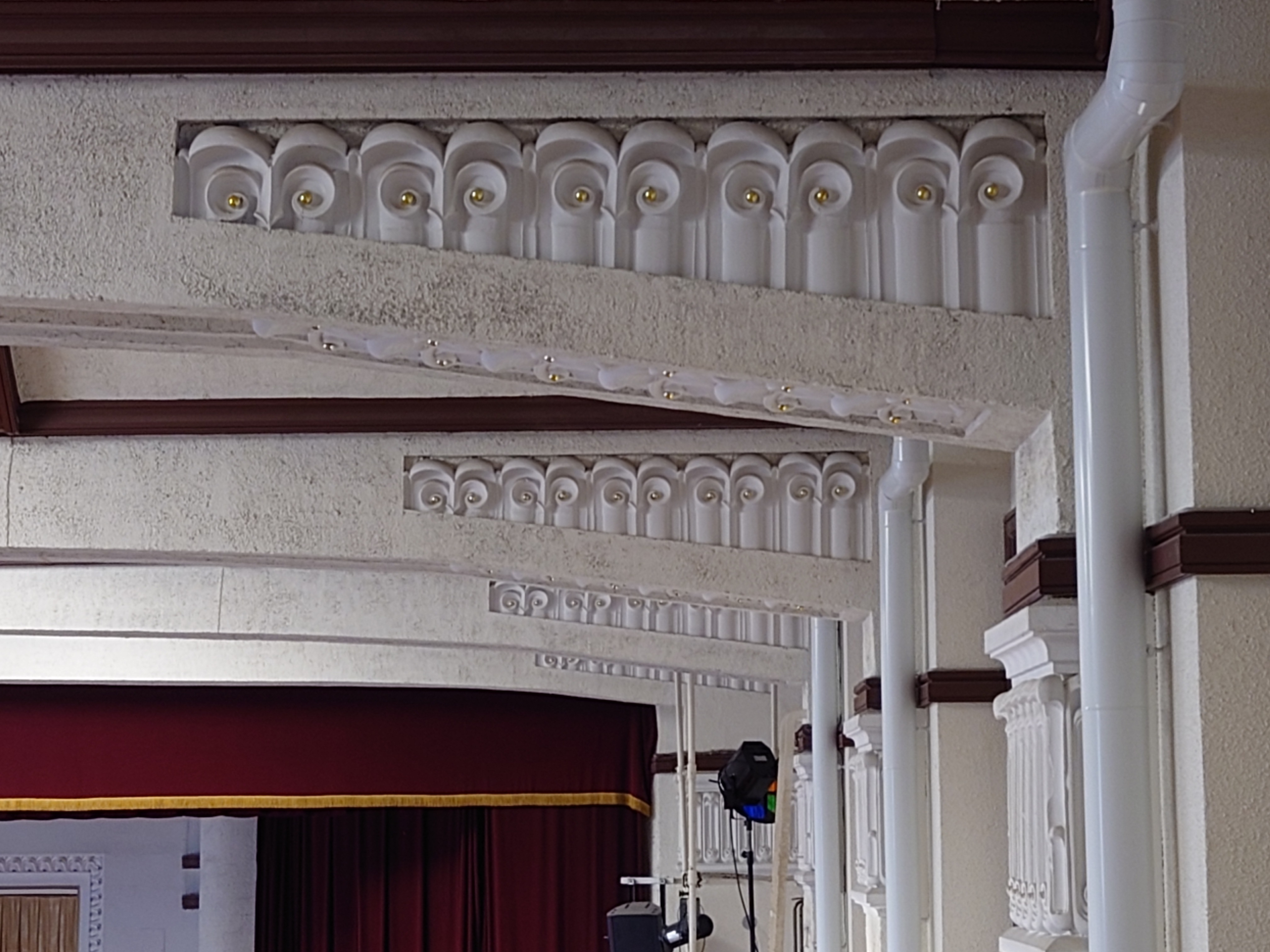
壁面や柱のレリーフ
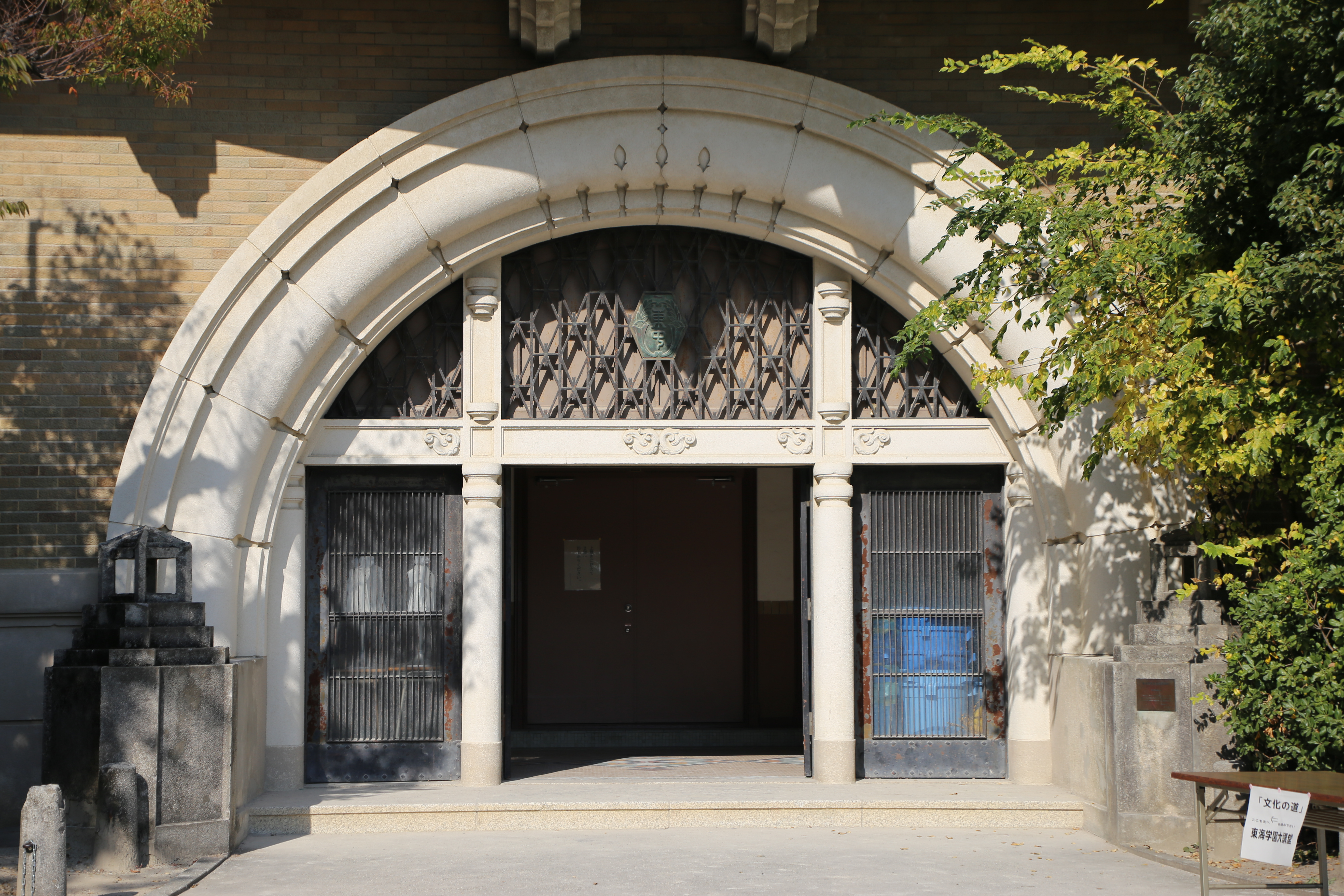
玄関